# Autobahn Südosttangente Wien
Autobahn Südosttangente Wien (oftest blot Südosttangente) er en betegnelse for motorvej A23 i Østrig, der forløber i en bue sydøst om Wien fra Altmannsdorf til Hirschstetten, og den forbinder Südautobahn A2, Ost Autobahn A4 og Donauufer Autobahn A22. Motorvejen indgår i europavejsnettet med numrene E59 og E60.
Det første afsnit af A23 fra A2 til Favoritten åbnede den 19. december 1970 og frem til 1978 fulgte flere delstrækninger indtil Kaisermühlen. Sidste afsnit blev taget i brug i 1993.
Navnet på motorvejen kommer af, at den oprindelig kun skulle forbinde Süd Autobahn A2 med Ost Autobahn A4. Senere valgte man så en nordlig og vestlig forlængelse.
Südosttangente, der er 19,3 kilometer lang, er Østrigs meste trafikerede vej, og på trods af flere udvidelser holder trafikken ofte stille, så den ofte kaldes "Østrigs største parkeringsplads".
Der er planlagt en 7,5 kilometer lang udvidelse af Südosttangente til Raasdorf, hvor der vil være forbindelse til Schnellstraße S1 og S8. Udbygningen skal bl.a. understøtte et planlagt nyt boligområde ved den gamle – nu nedlagte – flyveplads i Aspern, hvortil også U-banelinje U2 også planlægges udbygget. I maj 2008 er der endnu ikke truffet endelig beslutning om udvidelsen.
48°11′35″N 16°24′58″Ø / 48.193°N 16.416°Ø